# Selenops bani
Selenops bani là một loài nhện trong họ Selenopidae.
Het dier có ở Hispaniola.
Loài này thuộc chi Selenops. Selenops bani được G. G. Alayón miêu tả năm 1992.